# Ястребиная (гора)
Гора Ястребиная располагается на Терском хребте в Грозненском районе Чеченской Республики, к северу от столицы республики Грозного.

## Общие сведения
Высота горы составляет 470 метров. На горе расположены радио- и телепередатчики. В частности, здесь расположены передатчики и антенны радиостанции Радио «Грозный» и цифрового телевизионного вещания. В районе горы также расположено озеро Ястребиное. Гора часто используется для скалолазания сотрудниками МЧС и начинающими скалолазами.